# جيل واتسون
جيل واتسون (بالإنجليزية: Jill Watson)‏ هي متزلجة فنية أمريكية، ولدت في 29 مارس 1963 في بلومنغتون في الولايات المتحدة.

## وصلات خارجية
- جيل واتسون على موقع أوليمبيديا (الإنجليزية)